# Antonio Guidetti
Pour les articles homonymes, voir Guidetti.

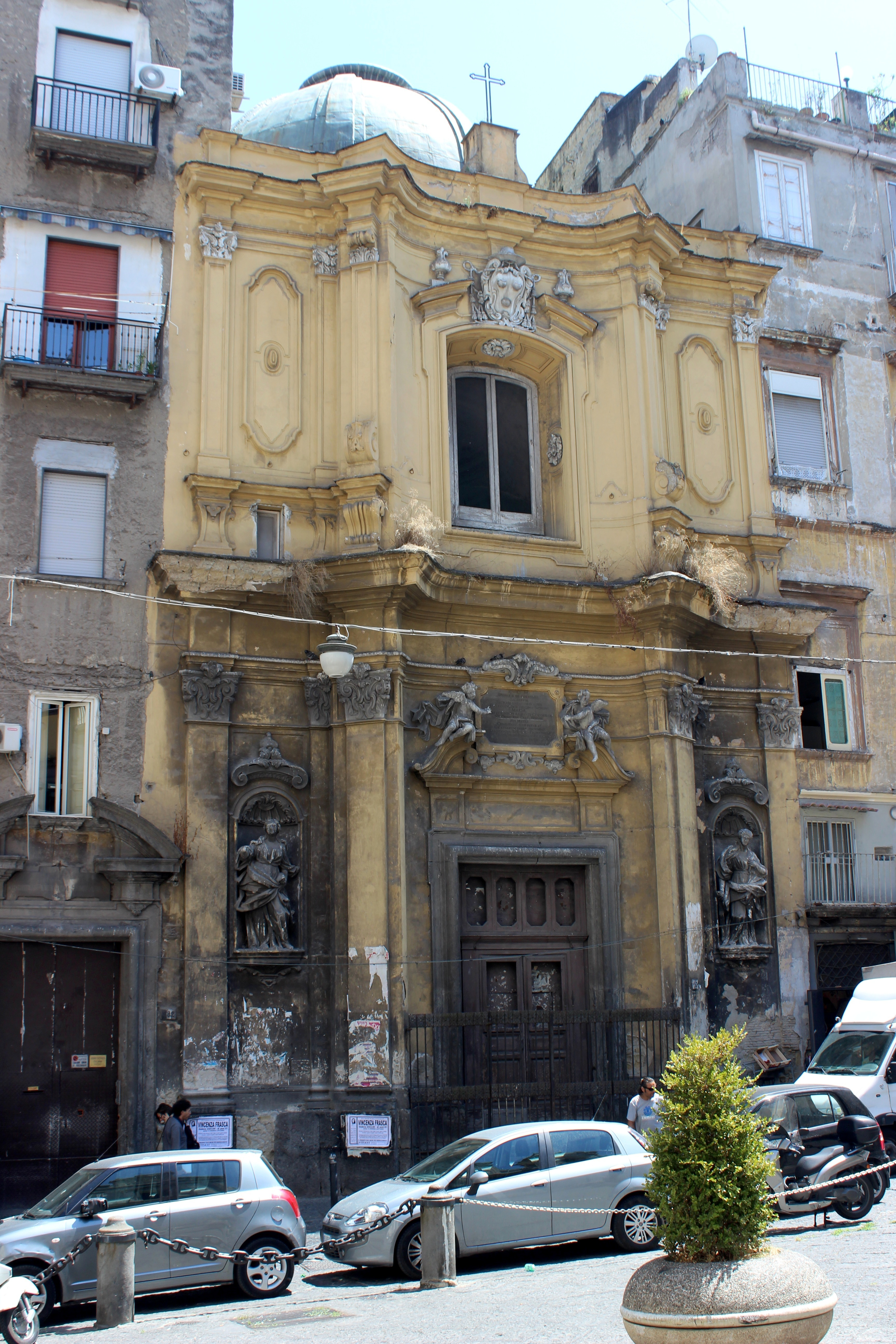
Façade de l'église Santa Maria della Colonna.

Antonio Guidetti, né en 1675 à Naples et mort en 1730 dans cette même ville, est un architecte italien qui fut actif dans le royaume de Naples.

## Biographie
Antonio Guidetti fut un des protagonistes du baroque napolitain de la toute fin du XVIIe siècle et du début du XVIIIe siècle. il a été influencé par le style de Francesco Borromini, tout en sachant créer son propre style, réussissant lui-même à influencer d'autres architectes, comme Niccolò Tagliacozzi Canale.
Il demeure peu d'œuvres témoignant de ses travaux. il est l'auteur en 1701 du plafond à caissons de l'église Santa Maria Donnalbina. En 1719, il projette des fontaines et des ornementations d'un palais donnant sur la  salita Montagnola. Il dessina aussi la remarquable tribune de la basilique Santa Chiara, exécutée en 1721, bien avant les interventions de Domenico Antonio Vaccaro et détruite pendant le bombardement américain du 4 août 1943. En 1726, il reconstruit l'église San Benedetto de Casoria.
L'intervention la plus notable de l'architecte fut celle concernant l'église Santa Maria della Colonna de Naples, où il conçoit un gracieux édifice d'influence rococo, aidé de Tagliacozzi Canale. La façade, qui remonte à 1715, est riche de rappels borrominiens, surtout avec la perspective concave-convexe de la façade subdivisée verticalement de lésènes.